# Urlauberkreuz

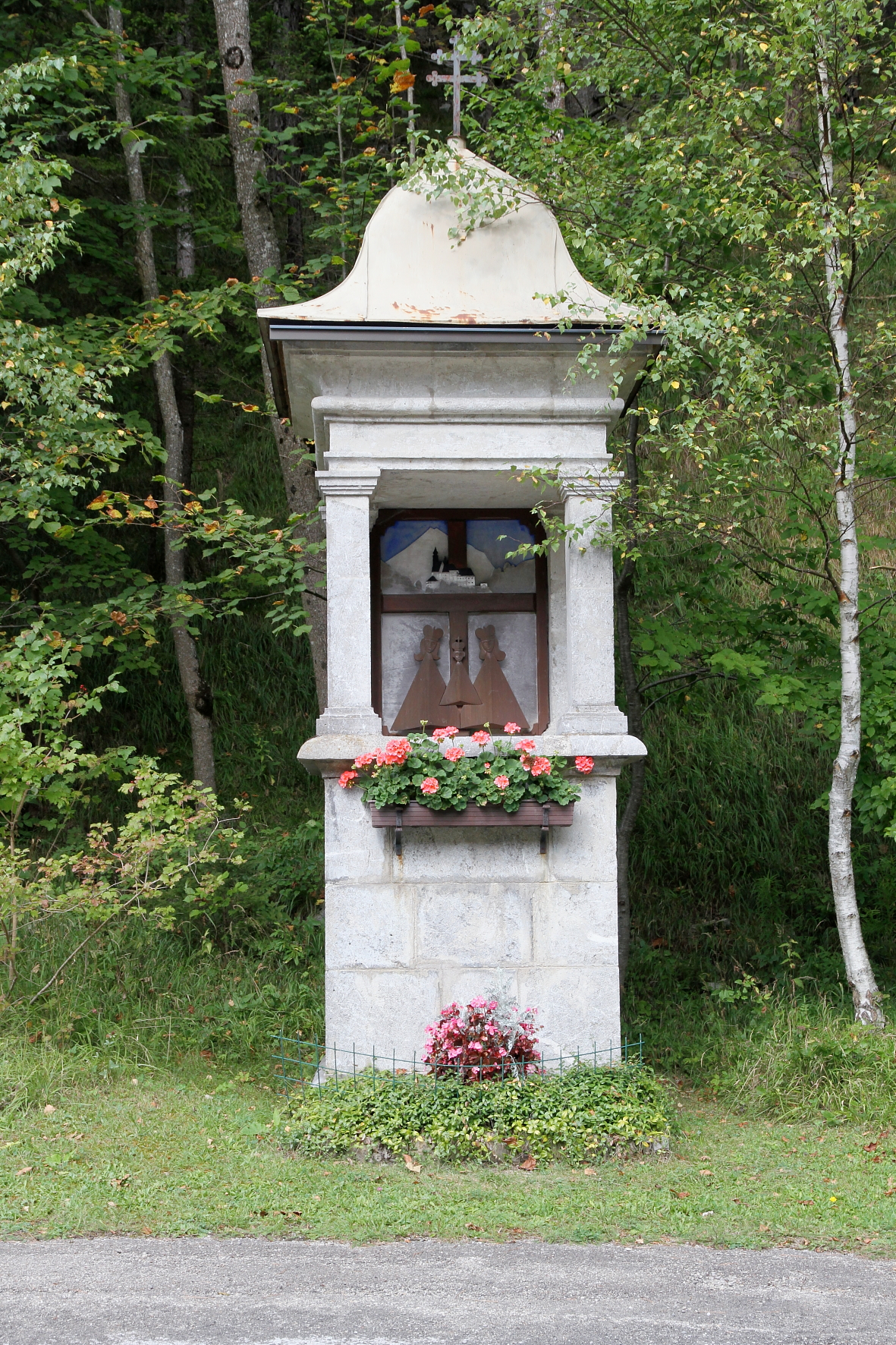
Urlauberkreuz nahe Annaberg (Niederösterreich) an der Via Sacra nach Mariazell

Ein Urlauberkreuz (auch Urlaubskreuz, Urlauberkapelle, Urlaubermarterl oder Urlaubung) ist ein Flurkreuz, ein Bildstock oder auch eine kleine Kapelle, das an jener Stelle errichtet ist, an der die Pilger sich vor ihrem Aufbruch zu ihrer Wallfahrt versammelten. Meist wurden sie von ihren Familien und anderen Dorfbewohnern bis dorthin begleitet beziehungsweise dort verabschiedet.
Die Bezeichnung Urlauberkreuz ist davon hergeleitet, dass in früheren Zeiten die Wallfahrer von ihren Dienstherren eine „Erlaubnis“ einholen mussten, um weggehen zu dürfen. Dies hieß im Mittelhochdeutsch: um „urloub“ (Urlaub) bitten.
Als Motiv bei solchen Bildstöcken oder Kapellen wird mitunter der Abschied Christi von Maria, die „Urlaubergruppe“, dargestellt. Es kann sich hierbei jedoch auch um Bildstöcke im Zusammenhang mit einer Kreuzweganlage handeln, wie etwa in Kirchberg am Wechsel.